# Philip Claeys
Philip Gilbert Claeys (Gent, 24 mei 1965) is een Belgisch Vlaams-nationalistisch politicus voor Vlaams Belang.

## Levensloop
Claeys is van van opleiding licentiaat vertaler met een speciale licentie marketing. Tijdens zijn studentenperiode was hij lid van de Nationalistische Studentenvereniging (NSV) en werd onmiddellijk lid van de Vlaams Blok Jongeren bij hun oprichting in 1986.
Van juli 1992 tot maart 1995 was Claeys redactiesecretaris van het Vlaams Blok Magazine en van 1995 tot 1999 was hij voorzitter van de Vlaams Blok Jongeren. Vanaf 1995 was hij eveneens fractiesecretaris van de Vlaams Blok-fractie van het Vlaams Parlement. In 2003 stopte hij met deze functie en maakte hij de overstap naar het Europees Parlement, als opvolger van Karel Dillen, waar hij tot in 2014 bleef zetelen. Tijdens zijn laatste ambtstermijn in het Europees Parlement, de periode 2009-2014, stelde hij 177 parlementaire vragen. Hij stond bekend als een tegenstander van een Turkse toetreding van de EU. Hij maakte vanaf 1995 deel uit van het partijbestuur en was van 2001 tot 2010 hoofdredacteur van het Vlaams Blok Magazine, vanaf 2004 Vlaams Belang Magazine. Eind 2012 stelde hij zich kandidaat als partijvoorzitter om Bruno Valkeniers op te volgen, maar hij moest de duimen leggen voor Gerolf Annemans. Ook was hij van 2007 tot 2012 gemeenteraadslid in zijn toenmalige woonplaats Overijse.
In 2010 was er controverse rond zijn deelname aan een conferentie in Japan waar onder andere ook het Franse Front National, het Hongaarse Jobbik, het Italiaanse Fiamma Tricolore en het Bulgaarse Ataka. Gastheer was Nippon Issuikai. Samen met Jean-Marie Le Pen bracht Claeys een bezoek aan de omstreden begraafplaats Yasukini waar oorlogsmisdadigers uit WO II gehuldigd worden.
In mei 2014 stond hij bij de Kamerverkiezingen als lijsttrekker op de Vlaams-Brabantse lijst, maar Vlaams Belang haalde in de provincie geen enkele zetel. Hij ging vervolgens werken bij de Europa van Naties en Vrijheid-fractie in het Europees Parlement. Van 2017 tot 2019 was hij secretaris-generaal van het ENV. Van 2019 tot 2024 was hij in het Europees Parlement fractiesecretaris van de Identiteit en Democratie en sinds 2024 is hij fractiesecretaris voor Patriotten voor Europa.
In augustus 2023 werd Philip Claeys voorzitter van de Vlaams Belang-afdeling in Knokke-Heist. Bij de gemeenteraadsverkiezingen van oktober 2024 werd hij er verkozen in de gemeenteraad.